# Annesorhiza grandiflora
Annesorhiza grandiflora är en växtart i släktet Annesorhiza och familjen flockblommiga växter. Den beskrevs av Carl Peter Thunberg som Sium grandiflorum, och fick sitt nu gällande namn av Minosuke Hiroe 1979.
Arten är en perenn ört som förekommer i Sydafrika.